# Nederlandse Sint-Gregoriusvereniging
De Nederlandse Sint-Gregoriusvereniging (NSGV) is een Nederlandse vereniging voor liturgische muziek in de Katholieke Kerk. Alle leden van koren van katholieke kerken zijn krachtens een bisschoppelijk besluit automatisch lid van de Nederlandse Sint-Gregoriusvereniging. De Nederlandse Sint-Gregoriusvereniging is ook uitgever van het Gregoriusblad.

## Leden en afdelingen
De Nederlandse Sint-Gregoriusvereniging is één landelijke vereniging en heeft voor elk van de zeven bisdommen van de Nederlandse Kerkprovincie een eigen afdeling. De voorzitters van de diocesane afdelingsbesturen vormen in gezamenlijkheid met het dagelijks bestuur, dat wordt benoemd door de Nederlandse Bisschoppenconferentie, het hoofdbestuur van de NSGV. In totaal telt de vereniging 4.000 koren en 125.000 leden. De NSGV zetelt in Rotterdam.

## Activiteiten
Doelstelling van de Nederlandse Sint-Gregoriusvereniging is het bevorderen van liturgische muziek en kerkmuziek in de geest van de kerkelijke voorschriften, in het bijzonder het gregoriaans, de klassieke polyfonie en het verantwoorde kerklied; daarnaast naleving van de voorschriften betreffende het gebruik van het orgel en andere muziekinstrumenten tijdens de liturgievieringen. De NSGV speelde een belangrijke rol in de liturgievernieuwing na het Tweede Vaticaans Concilie.
Belangrijk onderdeel zijn hiertoe cursussen voor voorgangers, cantors, dirigenten, organisten en koorleden georganiseerd.

## Geschiedenis
De Nederlandse Sint-Gregoriusvereniging werd opgericht in 1874 door J.J. Graaf, secretaris van het bisdom Haarlem. Als patroon koos men Sint-Gregorius de Grote (paus Gregorius I) naar wie ook de gregoriaanse muziek genoemd wordt. Na aanvankelijk vooral lokaal gewerkt te hebben kwam in 1876 een landelijk tijdschrift tot stand: het Gregoriusblad (1876). Daarna volgde de landelijke vereniging, in 1878 goedgekeurd door de bisschoppen van Nederland.

## Onderscheidingen
De Nederlandse Sint-Gregoriusvereniging kent verschillende onderscheidingen toe:
- Gregoriusplaquette, voor heel bijzondere verdienste op meer dan plaatselijk niveau
- Ereteken van bijzondere verdienste, voor bijzondere verdienste op regionaal of lokaal niveau. Hiervoor moet een koor, instelling of persoon minimaal 45 jaar actief zijn.
- Eremedaille voor lidmaatschap van een koor: goud (40 jaar), zilver (25 jaar) en brons (12,5 jaar). Naast de eremedaille wordt er bij wijze van insigne een Gregoriusspeld uitgereikt.
- Gregoriuskaars, eventueel vergezeld van een:
- Erediploma.